# Massivbau
Massivbau bezeichnet – insbesondere als Massivbauweise – im Bauwesen eine Form des Tragwerks, bei der raumabschließende Elemente wie Wände und Decken auch die statisch tragende Funktion erfüllen. Massivbau(weise) steht dabei als Gegenbegriff zur Skelettbau(weise).
In anderer Bedeutung ist Massivbau die Bezeichnung für ein Fachgebiet, das sich mit „massiven“ Baustoffen und Materialien beschäftigt (Mauerwerk, Beton). Massivbau dient hier als Abgrenzung zu anderen Fachgebieten wie Leichtbau und Holzbau.

## Massivbauweise

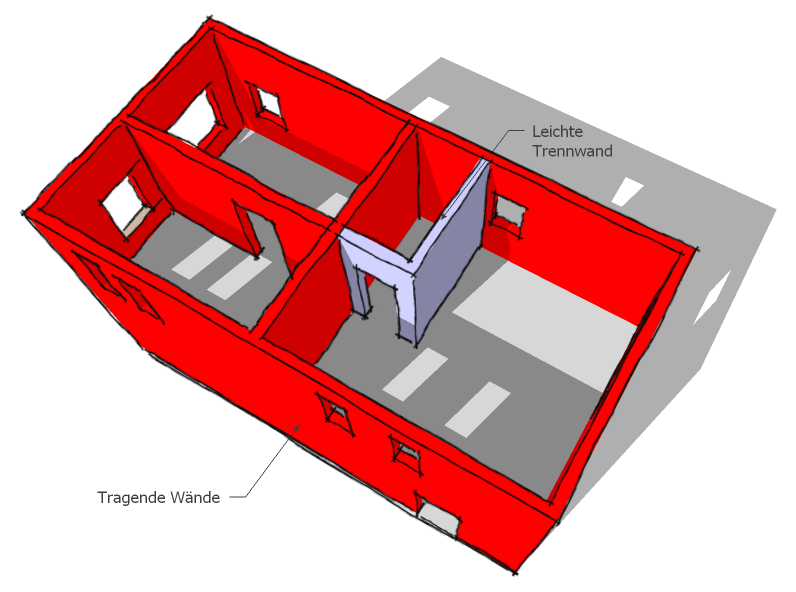
Massivbauweise, tragende Wände in Rot

Die Massivbauweise umfasst Baukonstruktionen, bei denen keine Trennung zwischen tragender und raumabschließender Funktion existiert. Tragwerk und Raumabschluss sind beim Massivbau ein identisches Bauteil. Der Gegensatz ist der Skelettbau oder Fachwerkbau, wie beim historischen Fachwerkhaus, wo der vertikale Lastabtrag von einzelnen Stützen und Streben übernommen wird, zwischen denen sich die nichttragenden Gefache befinden. Ein weiteres alternatives Trag- und Konstruktionssystem ist die Schottenbauweise.
Eine mittelalterliche Form der Massivbauten sind etwa die Steinwerke. Aber auch die Mauerwerksbauten der folgenden Jahrhunderte wurden überwiegend in Massivbauweise errichtet. Bei Außenwänden in Massivbauweise spricht man im Zusammenhang mit den Fenster- und Türöffnungen auch von einer Lochfassade.
Die Bezeichnung Massivbauweise trifft keine Aussage zur Materialität der Konstruktion. Allerdings legen die technischen Eigenschaften einiger Baustoffe deren überwiegende Verwendung fest:
- Mauerwerk wird überwiegend in der Massivbauweise verarbeitet. Im Fachwerkbau kann Mauerwerk auch als Ausfachung vorkommen.
- Stahlbeton wird sowohl im Massivbau als auch bei der Skelettbauweise verwendet.
- Holzbau findet wegen seiner Linienform überwiegend als Skelett- bzw. Fachwerkbau statt. Massivbau findet sich als so genannte Blockbauweise beim Blockhaus. Auch Massivholzbausysteme spielen zunehmend eine wichtige Rolle.
- Stahl ist im Regelfall, wegen seiner Linienform (z. B. I-Träger) nur im Skelettbau zu finden.

## Massivbau als Fachgebiet
Massivbau bezogen auf ein Material umfasst alle Baukonstruktionen aus Mauerwerk, Beton, Stahlbeton oder Spannbeton. Im Gegensatz hierzu steht der Leichtbau oder die Verwendung anderer Materialien wie zum Beispiel beim Holzbau, Stahlbau oder Aluminiumbau. So existieren in der Lehre und Forschung an Hochschulen oder Universitäten Institute und Fachgebiete für Massivbau. Auch bei den Prüfingenieuren für Bautechnik gibt es in Deutschland die Fachrichtung Massivbau neben Stahl- bzw. Metallbau und Holzbau.

## Massivhaus
„Massivhaus“ ist ein Begriff aus dem Bauwesen, der auch häufig in der Immobilienbranche benutzt wird. Unter „Massivhaus“ wird üblicherweise ein Gebäude aus Mauerwerk und Beton bzw. Stahlbeton verstanden, das nach den Prinzipien der Massivbauweise erstellt ist. Im Wohnungsbau bedeutet dies, dass die Wände im Wesentlichen aus Mauerwerk, Beton oder Stahlbeton und die Decken aus Stahlbeton, Leichtbeton, Porenbeton oder Ziegeln bestehen.
Massivhäuser werden meist auf der Baustelle von Grund auf erstellt. Dabei werden auch Fertigteile (z. B. für Wände, Treppen, Balkone und Decken) verwendet. Heute bieten viele Firmen auch Massivhäuser schlüsselfertig an. Der Bauherr hat bei einem schlüsselfertigen Massivhaus meist nur einen Vertragspartner für das gesamte Haus (Bauträger/Generalübernehmer).
Die Wände von Massivhäusern bestehen meist aus Kalksandsteinen, Leichtbetonsteinen, Betonsteinen, Porenbetonsteinen (früher auch als Gasbeton bezeichnet) oder Ziegeln. Bei Altgebäuden zudem aus Natursteinen, Schlackesteinen, Lehmziegeln oder Eisenbeton. Auch Beton, Leichtbeton oder Stahlbeton kann zur Anwendung kommen. Die Außenwand kann ein-, zwei- oder dreischalig ausgeführt sein. Nichttragende Innenwände können auch in Trockenbau errichtet sein.